# Carl Ludvig Engel

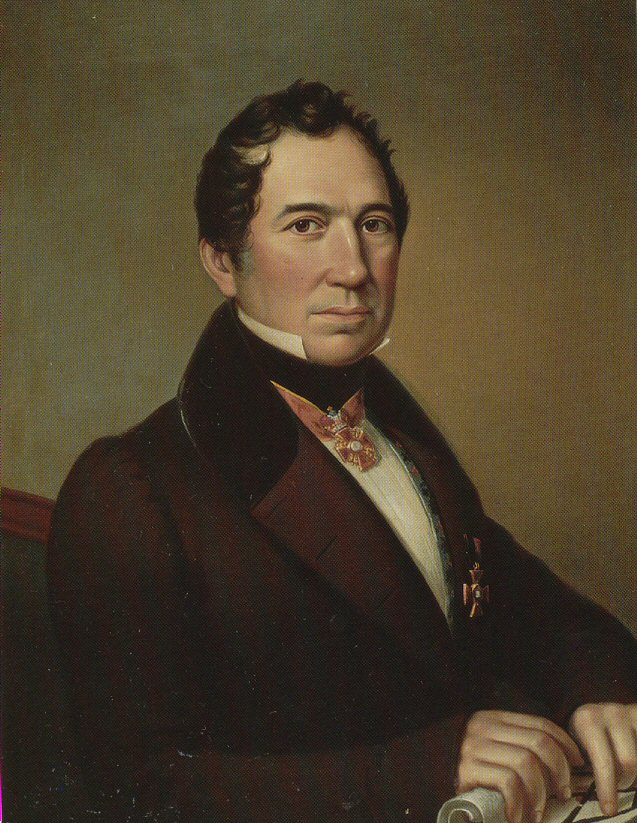
Carl Ludvig Engel retratado por Johan Erik Lindh.

Carl Ludvig Engel o Johann Carl Ludwig Engel (3 de julio de 1778 - 14 de mayo de 1840) fue un arquitecto alemán conocido por su trabajo en estilo neoclásico. Tuvo un gran impacto en la arquitectura de Finlandia en la primera parte del siglo XIX.
Su trabajo puede ser notado de mayor manera en la ciudad de Helsinki, la cual ayudó a reconstruir. Su trabajo incluye la plaza del Senado y las construcciones que la rodean. Las construcciones son la Catedral de Helsinki, el Senado, la Biblioteca y el Edificio Principal de la Universidad de Helsinki.

## Biografía
Carl Ludvig Engel nació el 3 de julio de 1778, en Berlín, en una familia de albañiles. Porbablemente tuvo su primer contacto con la arquitectura como aprendiz de albañil. Estudió en el Instituto de Arquitectura de Berlín. El estancamiento causado por la victoria de Napoleón sobre Prusia en 1806, obligó a Carl y a otros arquitectos a buscar trabajo en el extranjero. En 1808 sirvió como arquitecto de Tallin en Estonia.
Engel comenzó a trabajar en Tallin en 1809, pero solo un año después se vio obligado a mudarse de nuevo debido a la falta de trabajo. De 1814 a 1815 trabajo para un empresario en Turku, Finlandia, y de este modo conoció a Johan Albrecht Ehrenström, quién comandaba el proyecto de la reconstrucción de la Catedral de Helsinki. La ciudad de Helsinki acababa de convertirse en la nueva capital de Finlandia. Ehrenström buscaba a un arquitecto talentoso para que trabajara a su lado. Pero de cualquier modo, Engel no se quedó en Finlandia en este periodo. En marzo de 1815 viajó a San Petersburgo en donde consiguió un empleo privado.
En 1816, Engel planeaba regresar a su ciudad natal, pero Ehrenström aporbó que fuera él quien lo ayudara en sus proyectos en Helsinki. Engel probablemente pensó que sería un trabajo temporal, pero Helsinki terminó siendo su vida.
Engel realizó muchas obras en Helsinki, y fue nombrado director de Urbanización Pública de la ciudad, labor que acometió hasta su fallecimiento, ocurrido el 14 de mayo de 1840 en Helsinki.

## Galería

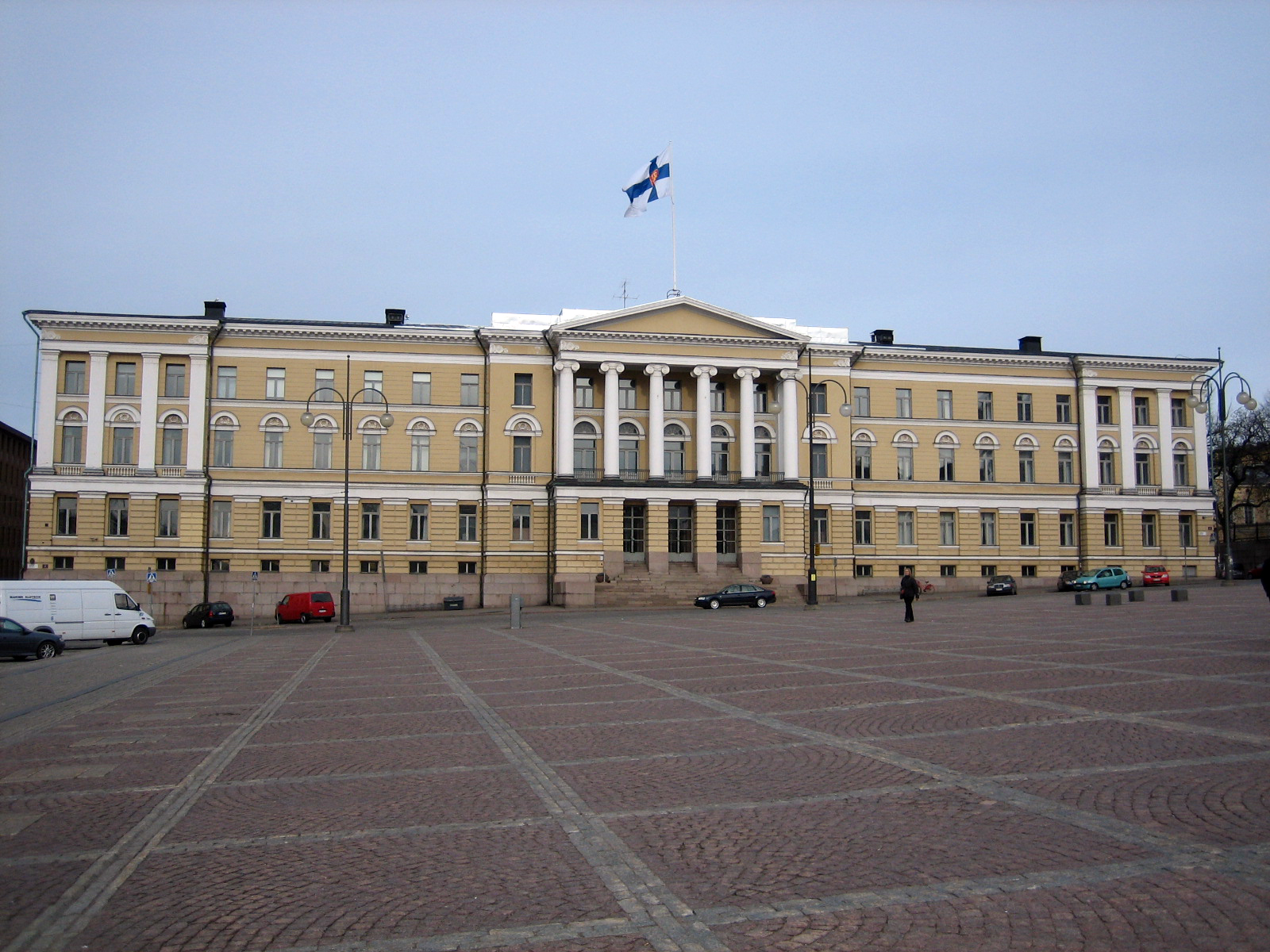
Edificio principal de la Universidad de Helsinki
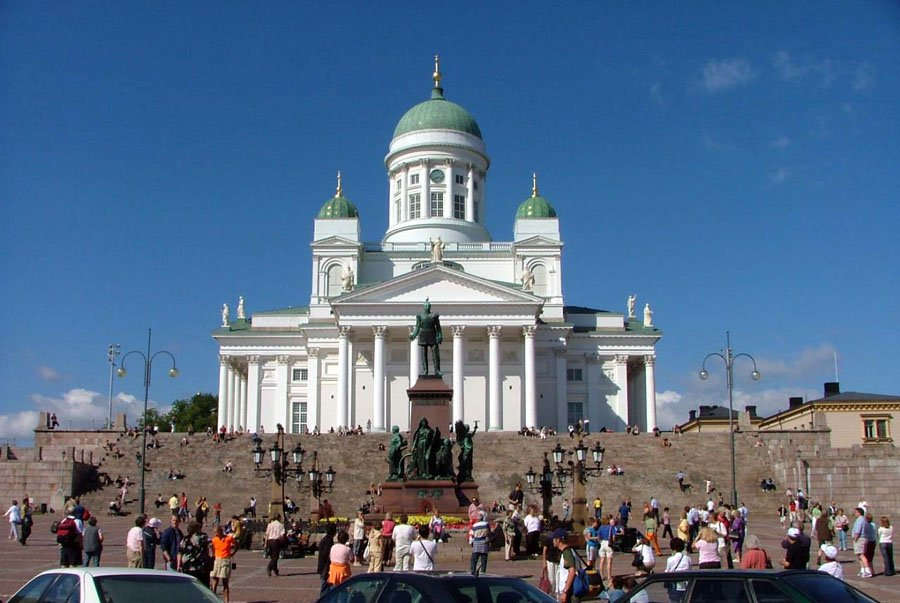
La Plaza del Senado y la Catedral de Helsinki
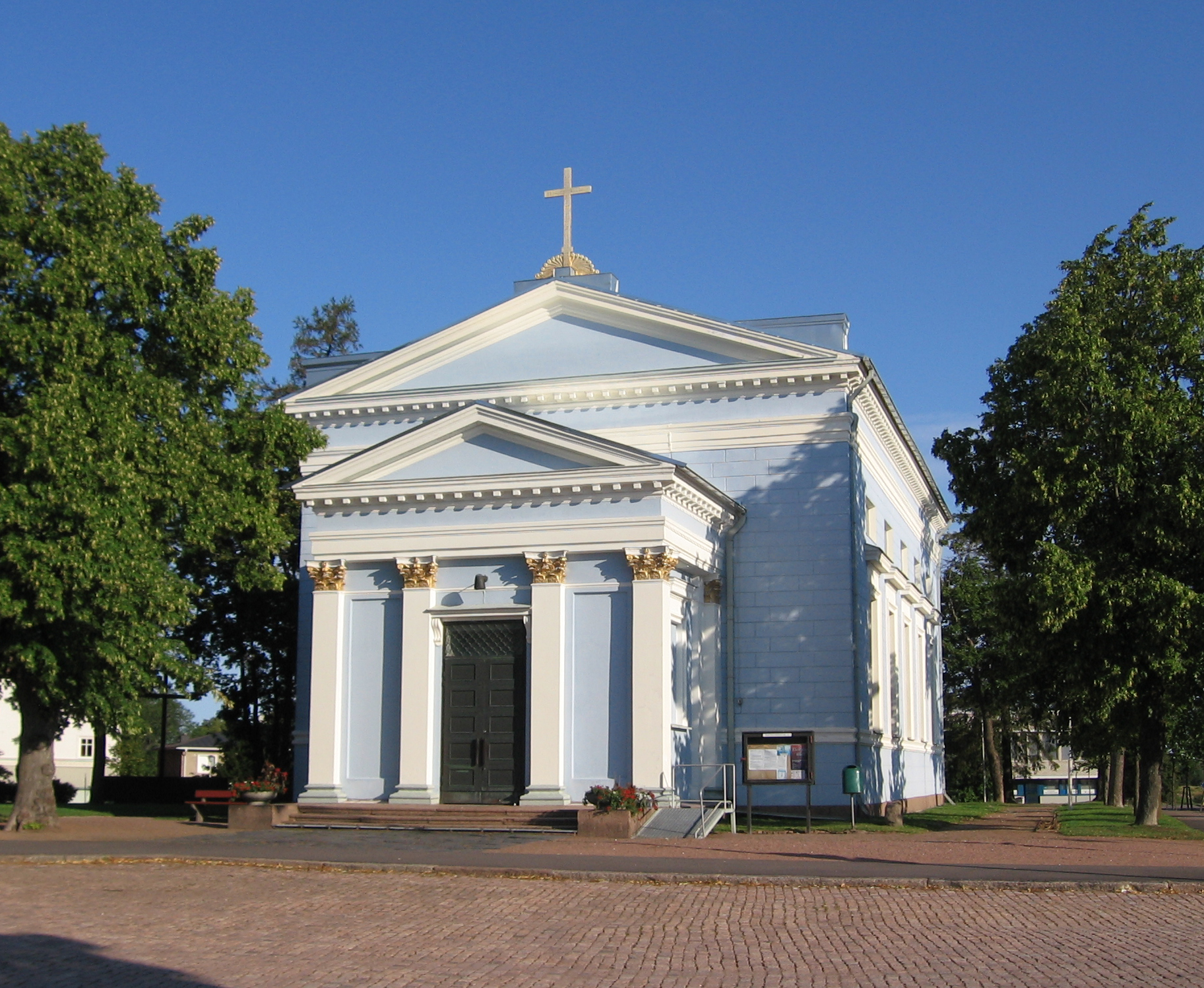
Iglesia de San Juan en Hamina
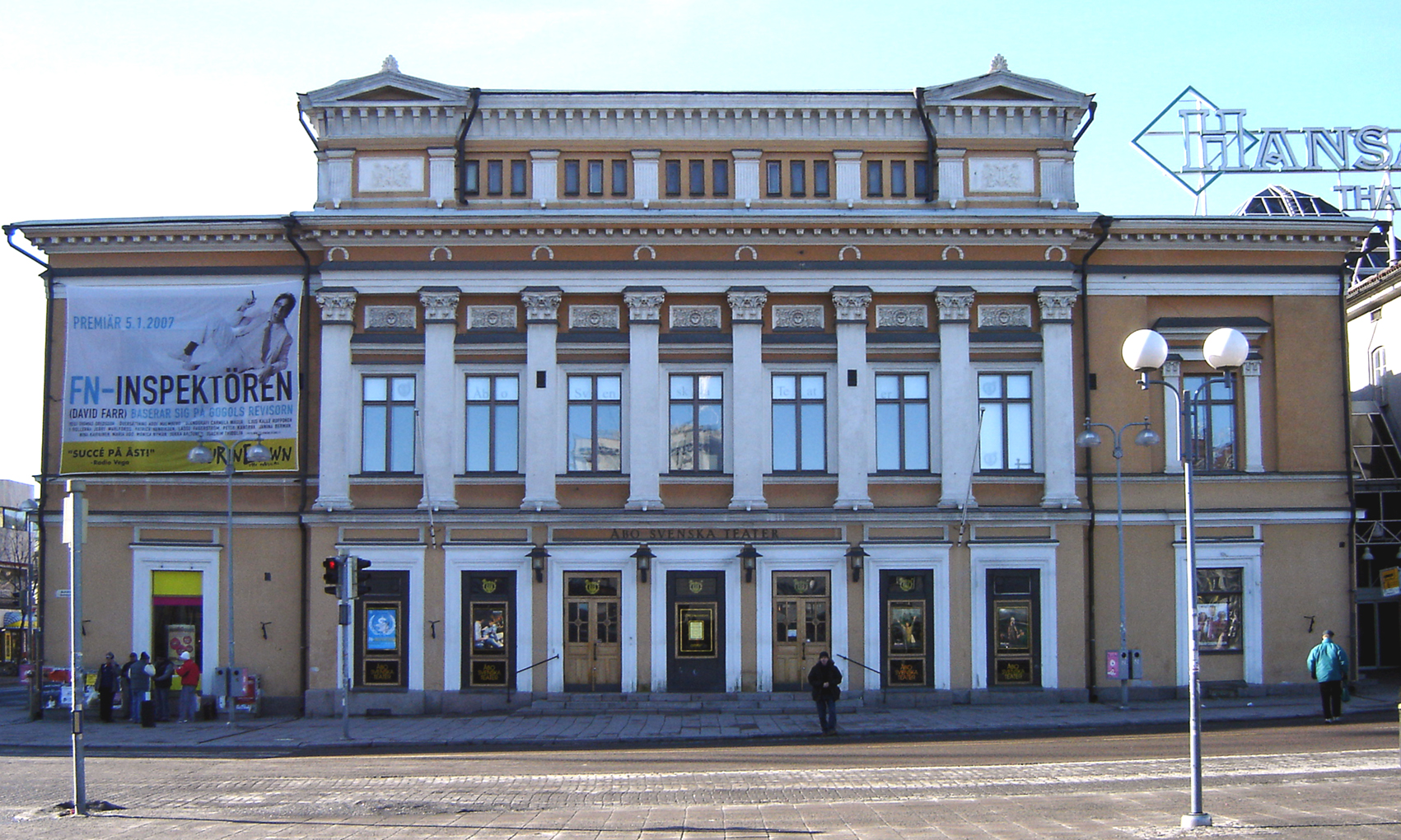
El Teatro sueco de Turku

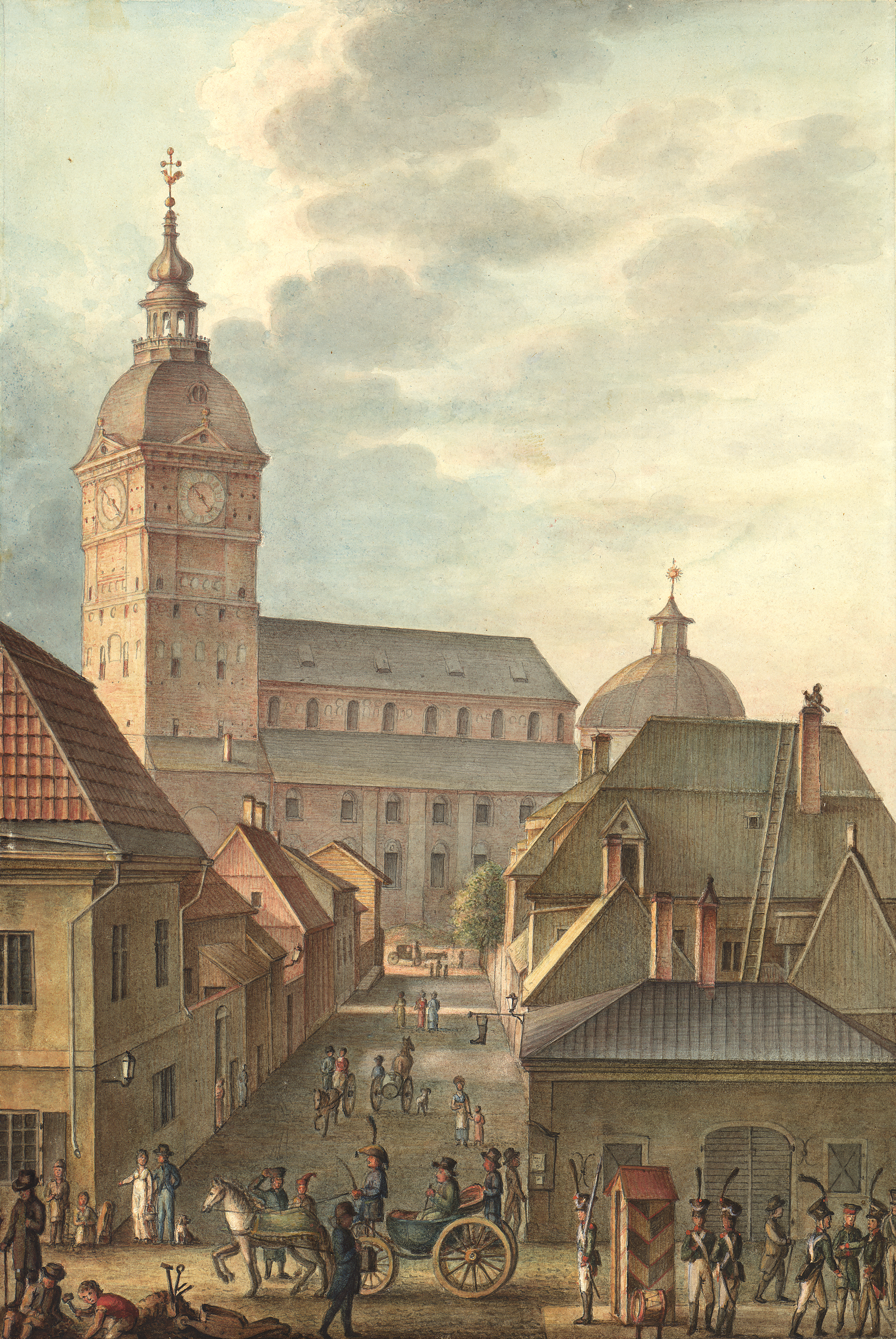
La Catedral de Turku
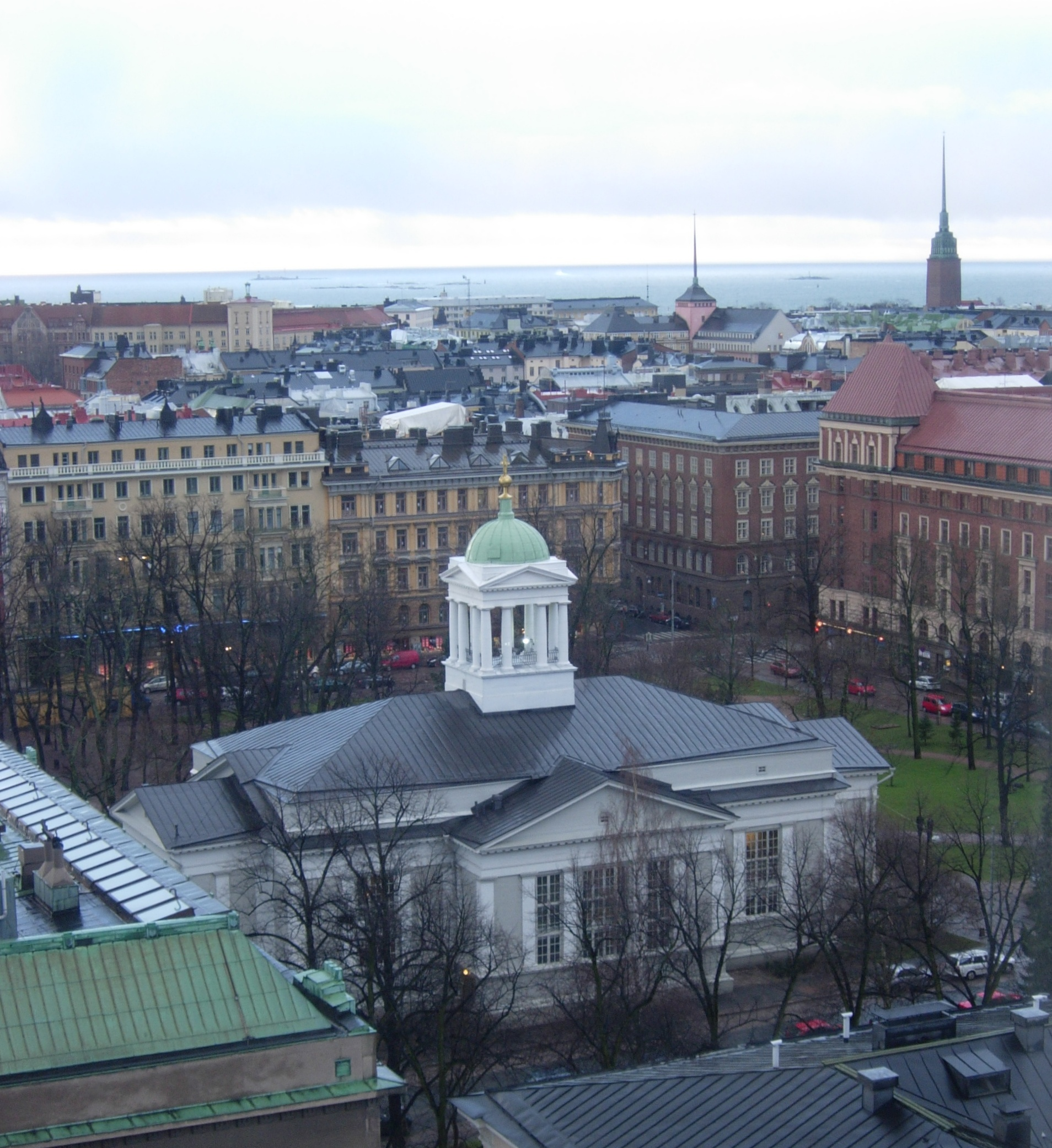
Iglesia Vieja de Helsinki
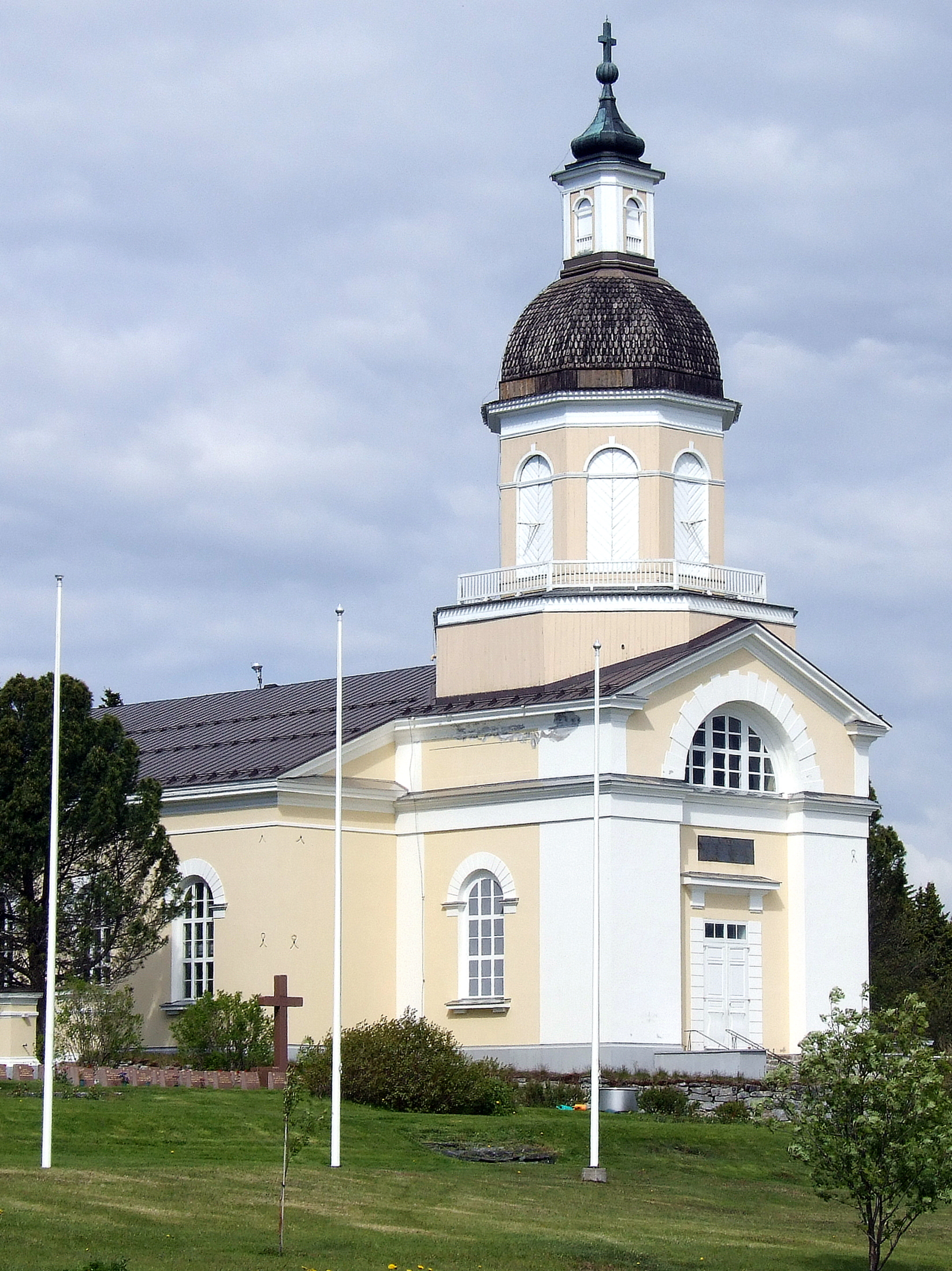
Iglesia Nueva de Keminmaa
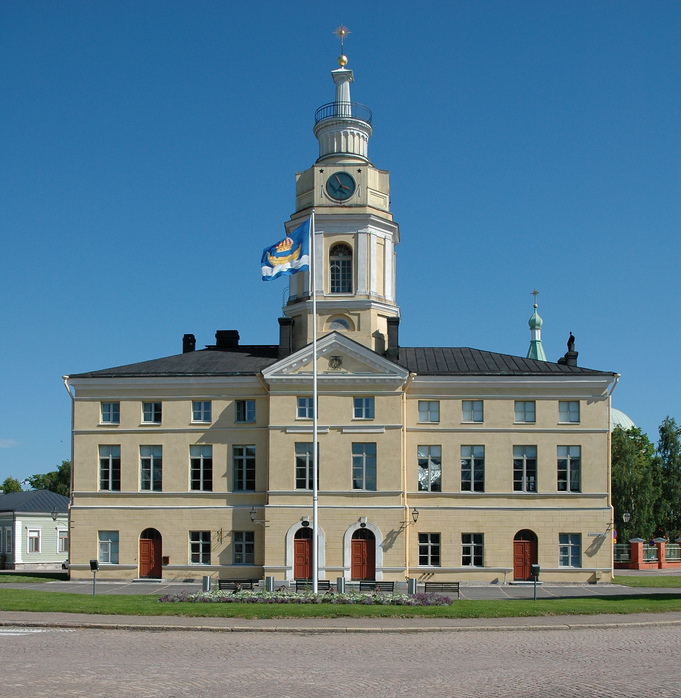
El Ayuntamiento de Hamina